# Börde (distrito)
Börde é um distrito (Landkreis) da Alemanha localizado no estado da Saxônia-Anhalt.
Depois de uma reforma dos distritos em Saxônia-Anhalt (em alemão: Kreisreform Sachsen-Anhalt 2007) que entrou em vigor em 1 de julho de 2007, os distritos de Ohrekreis e Bördekreis foram dissolvidos e juntados ao novo distrito Börde.

## Cidades e municípios
O distrito de Börde consiste das seguintes subdivisões:
| Cidades livres                                                                              | Municípios livres                                      |
| ------------------------------------------------------------------------------------------- | ------------------------------------------------------ |
| 1. Haldensleben 2. Oebisfelde-Weferlingen 3. Oschersleben 4. Wanzleben-Börde 5. Wolmirstedt | 1. Barleben 2. Hohe Börde 3. Niedere Börde 4. Sülzetal |

| Verbandsgemeinden com municípios:                                                                              | Verbandsgemeinden com municípios:                                                                                 | Verbandsgemeinden com municípios:                                                                            | Verbandsgemeinden com municípios:                                                     |
| --- | --- | --- | ------------------------------------------------------------------------------------- |
| - 1. Elbe-Heide 1. Angern 2. Burgstall 3. Colbitz 4. Loitsche-Heinrichsberg 5. Rogätz1 6. Westheide 7. Zielitz | - 2. Flechtingen 1. Altenhausen 2. Beendorf 3. Bülstringen 4. Calvörde 5. Erxleben 6. Flechtingen1 7. Ingersleben | - 3. Obere Aller 1. Eilsleben1 2. Harbke 3. Hötensleben 4. Sommersdorf 5. Ummendorf 6. Völpke 7. Wefensleben | - 4. Westliche Börde 1. Am Großen Bruch 2. Ausleben 3. Gröningen1, 2 4. Kroppenstedt2 |
| 1sede do Verbandsgemeinde; 2cidade;                                                                            | | |                                                                                       |